# Team Envy
Team Envy（チーム エンヴィ、略称：nV）は、アメリカ合衆国テキサス州ダラスを本拠地として活動するプロeスポーツチーム。旧名はTeam EnVyUs（チーム エンヴィアス）。
2007年にコール・オブ・デューティのチームとして設立された。コール・オブ・デューティ、カウンターストライク、FIFA、フォートナイト、PUBG、Paladins、ロケットリーグ、ストリートファイターなどのタイトルで活動している。

## 部門

### 活動中の部門

#### コール・オブ・デューティ部門
2007年11月19日、FoRePlayy（スカイラー・ジョンソン）および、Stainville（トッシュ・マグルーダー）によってコール オブ デューティ4のeスポーツチームとして、Team EnVyUs（チームの旧名）が設立。チームは2008年と2009年の MLG National Championshipsで準優勝し、2009年には将来のチームオーナーであるHastr0（マイク・ルフェイル）が在籍していた。
2011年、コール オブ デューティ ブラックオプスシーズンの最後の大会、2011 MLG National Championshipにおいて、チームは敗者復活戦の5試合を終え、再び準優勝の結果となった。このイベントは、敗者復活戦の決勝において破った、OpTic Gaming（OpTic）との伝統的な対立（eClasico）の始まりとして注目された。
2013年4月、コール オブ デューティ ブラックオプス2シーズン、賞金総額1,000,000米ドルのCall of Duty Championship 2013が初めて開催され、チームは参戦した。トーナメントには、Stainvilleを含め、Rambo（レイモンド・ルシア）やJKap（ジョーダン・カプラン）が参戦した。チームはトーナメントを勝ち進み、グランドファイナルに駒を進めるためのウィナーズ・ブラケット最終戦において、無敗であったFariko Impact（Fariko）に対して3-2で勝利した。グランドファイナルはBO11で構成され、敗者復活を遂げたFarikoと再戦となった。11試合が行われ、5-6という結果で惜しくも優勝を逃した。最終ラウンドは「コール・オブ・デューティの歴史の中で最も有名なサーチアンドデストロイ（ルール）のラウンド」とも言われ、また、コール・オブ・デューティの歴史の中で「史上最高のシリーズ」の1つとして広く知られている。翌月の5月5日、UGC Niagaraにおいてチーム初のオフライントーナメントタイトルとしてブラックオプス2タイトルを獲得した。
2014年3月、コール オブ デューティ ゴーストシーズン、チームはCall of Duty Championship 2014に参戦した。敗者復活戦から勝ち上がったものの、再び準優勝という結果で終わる。6月25日、JKapの脱退とFormal（マシュー・パイパー）の獲得を発表した。新たな選手構成で初めて臨んだオフライントーナメントGfinity 3、および、MLG Pro League Ghosts Season3において勝利を勝ち取った。しかしながら、その構成はゴーストシーズン最後のイベントであるESWC 2014までと短く、注目のARプレイヤーFormalとチームは、互いに決別することを同意した。
コール オブ デューティ アドバンスド・ウォーフェアシーズンへと移行し、チームは何度も選手構成を変更した。Call of Duty Championship 2015ではトップ12、UGC Niagara 2015では準優勝を獲得。最終的に、MLG 2015 World Finalsを4位でシーズンを終えた。
2016年4月、コール オブ デューティ ブラックオプス3シーズンの後半、チームはApathy（ブライアン・ジャリズコフ）とJohn（ジョナサン・ペレス）を獲得し、JKapとSlasheR（オースティン・リディコート）とともに参戦した。NA Call of Duty World League Stage2において勝利し、チームにとってゴーストシーズン以来の主要タイトルの獲得となった。その後、MLG 2016 Orlando Openに参加し、敗者復活から勝ち抜け、グランドファイナルにおいてOpTicと対戦。試合はBO5で構成され、第1試合では3-2で勝利したものの、続く第2試合では0-3で破れ、準優勝という結果となった。9月、シーズン最後のイベントであるCall of Duty Championship 2016に参戦。チームはグループリーグを無敗で勝ち進み、ウィナーズ・ブラケット初戦でOpTicを引き当てた。これまでの2年間破ったことのないOpTicに対して3-1で勝利、続くFaZe Clanに対しても3-0で勝利すると、初の北アメリカ対ヨーロッパの組み合わせとなるグランドファイナルに進み、Splyceと対戦。Splyceに対して3-1で勝利し、遂に2位という呪縛から逃れて、タイトルと過去最大となる800,000米ドルの賞金を勝ち取った。
タイトルを獲得した後は、選手構成を維持し、コール オブ デューティ インフィニット・ウォーフェアシーズンへ移行する。しかしながら、ブラックオプス3シーズンの成功とは裏腹に、当シーズン最初の4分の3は期待外れな結果で終わる。2017年2月に開催されたMLG 2017 Atlanta Openでの3位入賞が唯一の注目すべき結果であった。チームはその後、最後の2つのイベントでようやく返り咲き、7月の2017 CWL Global Pro League Stage2において準優勝を果たす。8月にはCall of Duty Championship 2017に初の連続タイトルをかけて臨んだ。ウィナーズ・ブラケット準決勝においてeUnitedに対して3-1で破る。eUnitedとの試合では、アップリンクルールで0-10の試合状況から、後半に12-10で逆転勝利するという有名な対戦が含まれている。ウィナーズ・ブラケット最終戦はOpTicを破り、記録的な4度目のグランドファイナルへと進出した。しかしながら、敗者復活を遂げたOpTicとの再戦で、BO5で構成される全2試合とも敗れ、準優勝という結果に終わり、選手たちは悲嘆に暮れた。
コール オブ デューティ ワールドウォーIIシーズンに移行し、チームからJKapやApathy、Johnが脱退した。2017年11月、同チームのHALO部門で競技していたHuke（カイラー・ガーランド）を含む新たな選手を発表した。

#### カウンターストライク部門
2015年2月2日、キャプテンのHappy（ヴィンセント・ショーペンハウアー）が率いるフランスのカウンターストライクチーム、Team LDLCを獲得し、チームとして初となるPCでのeスポーツタイトル、カウンターストライクでの活動を正式に開始した。
結成直後の3月に開催されたESL One Katowice 2015では、準決勝においてNinjas in Pyjamasに0-2で敗れ、ベスト4という結果となった。その後間もなく、3月にはGfinity Spring Mastersが開催され、チームにとって初のタイトルを獲得した。2015年7月21日、shox（リチャード・パピヨン）とSmithZz（エドゥアール・デュブールドー）をTitanへ放出する代わりに、TitanからkennyS（ケニー・シュラブ）とapEX（Dan Madesclaire）を獲得した。8月に開催されたESL One Cologne 2015の決勝ではFnaticに0-2で敗れて準優勝、DreamHack Open Cluj-Napoca 2015では2-0でNatus Vincereを破り優勝した。2015年11月に起きたパリ同時多発テロ事件の後、安全性の懸念からIntel Extreme Masters Season X - San Joseを棄権している。2015年のシーズンを終え、チームは7つのタイトルと、11つのグランドファイナル出場権を獲得した。
2016年3月、IEM Katowice 2016でのベスト12に続き、チームはコミュニケーション問題を理由にkioShiMa（Fabien Fiey）をスターティングメンバーから外し、LDLC WhiteのDEVIL（Timothee Demolon）が代わりとして加わった。しかし、選手交代後も良い方向に変化することなく、10月にDEVILが脱退、SIXER（Christophe Xia）が加入した。2017年1月15日、チームはWESG 2016で優勝、これまでのCS:GOトーナメントの中で最大級賞金額となる800,000米ドルを獲得した。
2017年2月、チームはkennyS、apEX、NBK（Nathan Schmitt）をG2 Esportsへと送り出し、代わりに、ScreaM（Adil Benrlitom）、RpK（Cedric Guipouy）、xms（Alexandre Forte）が加入した。4月下旬には、アカデミープロジェクトを発表した。
2018年6月20日、チームはCS:GOのeスポーツ競技シーンを離れることを正式に発表。9月27日、Splyceの選手を中心とした新たなチームを発表した。

#### オーバーウォッチ部門
2016年に開催されたOGN Overwatch APEX Season1やMajor League Gaming Vegas 2016で優勝。APEX Season3では、準決勝でKongDoo Pantheraに、3位決定戦ではAfreecas Freecs Blueに敗れ、4位という結果となった。
2017年10月5日、オーバーウォッチ部門はオーバーウォッチ・リーグに参戦するために、ダラス・フューエルへと改称することを正式に発表。Overwatch Contenders Season1 NA Playoffsでは、準決勝でFNRGFEに対して3-0、決勝でFaZe Clanに対して4-0で勝利し、Team EnVyとして記録を残した最後の大会となった。また、この大会ではチームに新たに採用されたSeagull（ブランドン・ラーンド）のオフライン大会へのデビュー戦でもあった。

#### ロケットリーグ部門
2017年6月21日、Northern Gamingの現役選手3名を獲得し、ロケットリーグでの活動を正式に開始した。選手の中には、ロケットリーグ チャンピオンシップシリーズシーズン3において優勝したRemkoe（Remco den Boer）やDeevo（David Morrow）が含まれていた。

### 活動を休止・終了した部門

#### Gears of War部門
2012年1月4日、Gears of War（GoW）のチームEnVyUs MbNとして設立。Gears of War 3での競技を行い、オフライントーナメントのHypefestation 2では4位となった。
2015年10月、チームはGears of War: Ultimate Editionの競技シーンに再び参入することを発表。そして、ESL Pro Leagueへの参加が明らかとなった。リーグのシーズン1では、Denial eSports（Denial）に次いで準優勝。シーズン2では、チームはレギュラーシーズンにおいて12-2の記録を残し、決勝戦では再戦となるDenialを破り優勝。トーナメントでの優勝はチームにとって初のタイトル獲得となった。2016年7月、ロンドンで開催されたGears eSports European Openでは、1マップも落とさずに2度目の優勝を果たした。
Gears of War 4に移行し、The Coalitionが主催するGears Pro Circuitに参戦した。このイベントは6回（6都市）に分けて開催され、複数において2位終わりとなった。しかし、2017年1月、ラテンアメリカで初めて開催されたGoWイベントとなるMexico City Openでは、OpTicを破り、3度目の優勝を果たした。
6月13日、Gears Pro Circuitが終了した直後に、部門に所属する選手たちをEcho Foxに移し、GoWのeスポーツシーンから離れることを発表した。

#### SMITE部門
2015年10月5日、北アメリカのチームAFK Gamingを獲得し、SMITE部門が設立。チーム唯一の獲得タイトルは、2016年1月、Smite World Championship 2016 - Xbox One Invitationalで優勝したのみ。5月、SoaRとの試合中、2分以内に2試合目を投げ出し、チームはSMITE Pro League（SPL）の規範に違反した。プロレベルでの試合の放棄は「SPLの歴史上で最悪の試合」と呼ばれるほどであり、Hi-Rez Studiosは参加した各選手に対して罰金500米ドルを科した。
2016年11月30日、部門に所属する選手の脱退とともに、SMITEのeスポーツシーンから離れることを発表した。

#### HALO部門
2015年11月10日、Halo 5: Guardiansのeスポーツチームとして署名し、HALO部門設立。初期の選手には、Pistola（ジャスティン・ディーズ）やMickwen（オースティン・マックリアリー）が含まれていた。チームは2016 Halo World Championshipへの参戦を目指すも、NA Regional Finals（北アメリカ地域決勝トーナメント）で破れ、参戦できなかった。
チームの最初の大きな進歩は、2016年7月、HCS Pro League NA Summer 2016 Season Finalsで3位を獲得したことに始まる。続くオフシーズンに、チームは新人のHuke（Cuyler Garland）とベテランのSnip3down（Eric Wrona）を獲得した。11月、HCS Las Vegas 2016で優勝し、チームにとって初のタイトル獲得となった。その後間もなくして、12月にはHCS Pro League NA Summer 2016 Fall Finalsで優勝し、2度目のタイトルを獲得。Halo World Championship 2017では、敗者復活で勝ち上がるも、グランドファイナルにおいてOpTicに敗れた。2016-2017シーズンは準優勝で終わった。
2017年5月、HCS Daytona 2017で優勝し、3度目のタイトルを獲得。2018 Halo World Championshipで3位入賞し、2017-2018シーズンを終える。
2018年5月24日、部門に所属する選手の脱退とともに、HALOのeスポーツシーンから離れることを発表した。

#### League of Legends部門
2016年5月18日、ライアットゲームズの本審査を通り、チームはNA LCSにおけるRenegadesの出場権を正式に獲得。League of Legends部門が設立した。
NA LCS 2016 Summerでは、Week2までは4勝0敗と完璧なスタートを切ったが、以降は振るわずに6位終わりとなった。2016 League of Legends World Championshipへの出場をかけたNA Regional Finalsでは、2回戦でCloud9に敗れ、出場を逃した。
NA LCS 2017 Springでは総合順位最下位となり、2017 Spring Split終了後、チームはリーグ降格に直面した。リーグ入れ替え戦であるSummer Promotionに参戦し、初戦でGold Coin United（GCU）に敗れたものの、敗者復活から勝ち上がり、GCUとの再戦で勝利、降格を免れるとともにNA LCS 2017 Summer Splitへの出場が確定した。
2017年11月20日、NA LCS 2018 seasonのフランチャイズ申請を行うも却下され、League of Legendsのeスポーツシーンから離れることを発表した。

## 在籍選手
2018年9月22日現在
コール オブ デューティ部門（コール オブ デューティ ブラックオプス4）
| プレイヤー名 | 名前                | 役割        | 加入日        |
| ------------ | ------------------- | ----------- | ------------- |
| ACHES        | Patrick Price       | Flex        | 2018年9月22日 |
| Apathy       | Bryan Zhelyazkov    | SMG Slayer  | 2018年9月22日 |
| Assault      | Adam Garcia         | Main AR     | 2018年9月22日 |
| SiLLY        | Justin Fargo-Palmer | Support SMG | 2018年9月22日 |
| Huke         | Cuyler Garland      | SMG Slayer  | 2017年11月4日 |
|              |                     |             |               |
| Bevils       | Embry Bevil         | コーチ      | 2018年9月22日 |

カウンターストライク部門（カウンターストライク：グローバルオフェンシヴ）
| プレイヤー名 | 名前             | 役割               | 加入日        |
| ------------ | ---------------- | ------------------ | ------------- |
| DavEnvY      | Dave Envyus      |                    | 2016年9月27日 |
| karrigan     | Finn Andersen    | (期限付き移籍選手) | 2019年1月1日  |
| reltuC       | Steven Cutler    |                    | 2018年9月27日 |
| Nifty        | Noah Francis     |                    | 2018年9月27日 |
| jdm64        | Josh Marzano     |                    | 2018年9月27日 |
|              |                  |                    |               |
| Eley         | Zachary Stauffer | コーチ             | 2018年9月27日 |

FIFA部門（FIFA 18）
| プレイヤー名 | 名前             | 生年月日（年齢）       |
| ------------ | ---------------- | ---------------------- |
| Aero         | Marvyn Robert    | 1997年7月7日（27歳）   |
| Eisvogel     | Philipp Schermer | 1998年11月20日（26歳） |
| Jas1875      | Jas Singh        | 1998年1月3日（27歳）   |

フォートナイト部門
| プレイヤー名 | 名前                    |
| ------------ | ----------------------- |
| TBNRFrags    | Preston Blaine Arsement |
| LeNain       | David Bois              |
| Scatch       | Nicholas Scatch         |
| Shotang      | Bradley Leo             |
| TAPLY        | Nicolas Chiodoni        |

Paladins部門
| プレイヤー名 | 名前           | 生年月日（年齢）       |
| ------------ | -------------- | ---------------------- |
| MrHaze       | Wolfgang Hafer | 1997年6月18日（27歳）  |
| randomnoob   | Paul Palmisano | 1993年2月3日（32歳）   |
| rockmonkey   | Sean Boswell   | 1995年10月18日（29歳） |
| RuBBu        | Ryan Wong      | 1998年3月26日（26歳）  |
| Tulky        | Kim Min-seok   | 1997年5月2日（27歳）   |

PUBG部門（PLAYERUNKNOWN'S BATTLEGROUNDS）
| プレイヤー名 | 名前          | 生年月日（年齢）       |
| ------------ | ------------- | ---------------------- |
| Cad3n        | Caden Brill   | 1998年10月20日（26歳） |
| Czechshooter | Alec Hobizal  | 1992年9月21日（32歳）  |
| Jesselol     | Jesse Enzsol  | 1989年9月17日（35歳）  |
| Venerated    | Zachary Roach | 2000年3月1日（25歳）   |

ストリートファイター部門（ストリートファイターV）
| プレイヤー名   | 名前                 | 生年月日（年齢）       |
| -------------- | -------------------- | ---------------------- |
| CONFZ          | Nathanael Asubonteng | 1992年12月18日（32歳） |
| Layo           | Alias Hardel         | 1986年12月14日（38歳） |
| Mister Crimson | Nathan Massol        | 1995年5月8日（29歳）   |
| Nassim-Claw    | Nassim Meslem        | 1994年2月26日（31歳）  |
| Real Menace    | Gabriel Lawal        | 1991年7月23日（33歳）  |
| iCranKiesT     | Andrew Mendizabal    | 1997年12月5日（27歳）  |

## 受賞歴
| 日付           | タイトル                         | カテゴリ                   | 受賞者           | 備考   |
| -------------- | -------------------------------- | -------------------------- | ---------------- | ------ |
| 2015年12月3日  | The Game Awards 2015             | eSports Player of the Year | KennyS           | [ 79 ] |
| 2016年3月19日  | SXSW Gaming Awards 2016          | Most Valuable Esports Team | チームとして受賞 | [ 80 ] |
| 2016年11月21日 | The eSports Industry Awards 2016 | eSports Team of the Year   | チームとして受賞 | [ 81 ] |